# Ector (Texas)
Ector es una ciudad ubicada en el condado de Fannin en el estado estadounidense de Texas. En el Censo de 2010 tenía una población de 695 habitantes y una densidad poblacional de 228,57 personas por km².

## Geografía
Ector se encuentra ubicada en las coordenadas 33°34′45″N 96°16′23″O / 33.57917, -96.27306. Según la Oficina del Censo de los Estados Unidos, Ector tiene una superficie total de 3.04 km², de la cual 3.04 km² corresponden a tierra firme y (0%) 0 km² es agua.

## Demografía
Según el censo de 2010, había 695 personas residiendo en Ector. La densidad de población era de 228,57 hab./km². De los 695 habitantes, Ector estaba compuesto por el 93.38% blancos, el 0.72% eran afroamericanos, el 0.86% eran amerindios, el 1.15% eran asiáticos, el 0.14% eran isleños del Pacífico, el 0.72% eran de otras razas y el 3.02% pertenecían a dos o más razas. Del total de la población el 3.74% eran hispanos o latinos de cualquier raza.